# Parlamento andino
Il Parlamento andino è il parlamento della Comunità andina.

## Funzioni
Ogni Stato membro eleggono cinque parlamentari, per un totale di venticinque seggi, gli Stati membri sono: Bolivia, Cile, Colombia, Ecuador e Perù. Ogni parlamentare rimane in carica per cinque anni e rappresenta il proprio Stato e la comunità andina.